# Leucothoe ashleyae
Leucothoe ashleyae is een vlokreeftensoort uit de familie van de Leucothoidae. De wetenschappelijke naam van de soort is voor het eerst geldig gepubliceerd in 2006 door Thomas & Klebba.